# Хлорид эрбия(III)
Хлорид эрбия(III) (эрбий хлористый, трихлорид эрбия) — неорганическое соединение, соль металла эрбия и соляной кислоты с формулой ErCl3. Представляет собой розово-фиолетовые кристаллы, растворимые в воде. Применяется для получения металлоорганических соединений эрбия.

## Получение
- Взаимодействие смеси хлора и тетрахлорметана с оксидом или оксалатом эрбия(III) при температуре выше 200 °C[1].

- Хлорирование металлического эрбия при температуре 300 °C[2]:

{\displaystyle {\mathsf {2Er+3Cl_{2}\ {\xrightarrow {300^{o}C}}\ 2ErCl_{3}}}}
- Взаимодействие оксида эрбия(III) или оксалата эрбия(III) с хлоридом аммония при температуре 300 °C[3]:

{\displaystyle {\mathsf {Er_{2}O_{3}+6NH_{4}Cl\ {\xrightarrow {300^{o}C}}\ 2ErCl_{3}+6NH_{3}\uparrow +3H_{2}O\uparrow }}}
- Растворение эрбия в разбавленной соляной кислоте[2]:

{\displaystyle {\mathsf {2Er+6HCl+2xH_{2}O\ {\xrightarrow {}}\ 2ErCl_{3}*xH_{2}O+3H_{2}\uparrow }}}
В данном случае хлорид эрбия(III) быстро образует кристаллогидрат. Для получения безводной соли образовавшееся соединение нагревают в токе хлороводорода:
{\displaystyle {\mathsf {ErCl_{3}*xH_{2}O\ {\xrightarrow {t;HCl}}\ ErCl_{3}+xH_{2}O}}}
Получить безводную соль нагреванием кристаллогидрата не получится из-за процесса образования оксихлорида эрбия.
- Для получения исключительно чистого хлорида эрбия(III) вышеперечисленные реакции проводят в молибденовой посуде, так как хлорид эрбия(III) способен вступать в реакцию со стеклом и кварцем, образуя оксихлорид[4]:

{\displaystyle {\mathsf {2ErCl_{3}+SiO_{2}\ {\xrightarrow {}}\ 2ErOCl+SiCl_{4}}}}

## Физические свойства
Хлорид эрбия(III) образует розово-фиолетовые кристаллы моноклинной сингонии, параметры ячейки a = 0,680 нм, b = 1,179 нм, c = 0,639 нм, {\displaystyle \beta =110,7^{\circ }}. Пространственная группа {\displaystyle C2/m}. Сильно гигроскопичен. Растворим в воде, кристаллизуется из неё в виде гексагидрата. Расплывается на воздухе.
Стандартная энтропия образования равна 155 Дж/(моль·К).

## Химические свойства
- При электролизе раствора хлорида эрбия(III) удаётся получить металлический эрбий[2].

- В неводных средах с хлоридами щелочных металлов образует комплексные хлориды. Например, в расплаве хлорида натрия[4]:

{\displaystyle {\mathsf {ErCl_{3}+NaCl\ {\xrightarrow {t}}\ NaErCl_{4}}}}
- Действием щёлочи могут быть выделены гидроксосоли эрбия(III)[4]:

{\displaystyle {\mathsf {ErCl_{3}+2NaOH\ {\xrightarrow {}}\ Er(OH)_{2}Cl+2NaCl}}}